# G2C
Pojam government-to-citizen (engl.), odnosno G2C podrazumijeva poslovanje između javne administracije i građana. Državna tijela otvaraju se prema građanstvu putem Web portala. Tim načinom informacije postaju dostupnije široj javnosti. 

## Primjeri
Primjeri G2B modela koji se mogu obavljati putem Interneta su npr. plaćanje poreza, socijalna davanja, traženje posla, izdavanje građevinskih dozvola, prijava policiji, izdavanje raznih potvrda, plaćanje kazni, režija itd.